# Bataille de Pontós
Ne doit pas être confondu avec Combat de Pontós.
Première Coalition
Guerres de la Révolution française
 Guerre du Roussillon
Batailles
La bataille de Pontós s'est déroulée le 23 prairial an III (11 juin 1795), en Catalogne (Espagne), entre les troupes françaises et les troupes espagnoles, lors de la guerre du Roussillon pendant les guerres de la Révolution française de la Première Coalition.

## Contexte
En réponse à l'exécution de Louis XVI et de Marie-Antoinette le gouvernement espagnol déclare la guerre à la République Française le 28 germinal an I (17 avril 1793).
Sous le commandement du général Antonio Ricardos, l'armée espagnole envahit le Roussillon par Saint-Laurent-de-Cerdans, avec 25 000 hommes et une centaine de pièces d'artillerie, occupant plusieurs villes mal défendues de la vallée du Tech comme Arles, Céret et Le Perthus. Après avoir été défait à la bataille de Peyrestortes, les troupes espagnoles se retirent sur leurs positions initiales.
Les troupes françaises entrent alors en Catalogne par Sant Llorenç de la Muga, où deux batailles eurent lieu, le 26 thermidor an II (13 août 1794) et le 27-30 brumaire an III (17-20 novembre 1794) où durant cette dernière bataille les généraux Dugommier et le comte de l'Union meurs durant la bataille. Les Espagnols démoralisés et s’enfuirent alors que les Français sous le commandement du général Catherine-Dominique de Pérignon prennent la ville de Figueras le 8 frimaire an III (28 novembre 1794) et Roses le 15 pluviôse an III (3 février 1795).

## La bataille
Le général José de Urrutia (ca) ayant appelé à une résistance renforcée auprès du peuple, les autorités catalanes, arment alors de nombreux volontaires du corps des miquelets et de Somatén.
Au début de 1795, les troupes du régiment « Volontaires de Castille » sont envoyées en renfort, mais, à leur tour, les renforts Français apparaissent en mars avec 7 000 soldats et 300 cavaliers à Besalú.
Le régiment des « Volontaires de Castille », commandé par le général Gonzalo O'Farrill y Herrera, marcha sur Banyoles pour attaquer les Français et remportent la victoire.
Le 23 prairial an III (11 juin 1795), sous le commandement du marquis de La Romana, le régiment des « Volontaires de Castille » participe à la capture du château de Pontós.
Lorsque les Français du général Barthélemy Louis Joseph Schérer attaquèrent par le flanc gauche, les Espagnols des « Volontaires de Castille » résistèrent à l'attaque puis après avoir renforcé le centre, il remportèrent la victoire
Le 26 prairial an III (14 juin 1795), les troupes José de Urrutia (ca) battent à nouveau les Français à la bataille de Báscara

## Conséquences
Du 25 au 27 juillet 1795, les troupes commandées par le général Gregorio García de la Cuesta attaquent la Basse-Cerdagne, faisant capituler les troupes françaises des garnisons de Puigcerdà et Bellver de Cerdanya, quelques jours après la signature du traité de Bâle par lequel les Français restituèrent les territoires qu’ils avaient occupés.
Sous le commandement du général Moncey, les troupes françaises étaient arrivées à Miranda de Ebro en direction du col de Pancorbo, dans la province de Burgos, tandis que, simultanément, la famille royale préparait sa fuite vers l’Amérique. Dans le même temps, l’archevêque de Tolède, Luis María de Borbón y Vallabriga, publie une lettre pastorale exhortant le clergé à rassembler les trésors religieux afin qu'ils ne tombent pas entre les mains des Français.